# 다울레트 샤반바이
다울레트 예르키노비치 샤반바이(카자흐어: Дәулет Еркінұлы Шабанбай 대울레트 에르키눌르 샤반바이, 러시아어: Даулет Еркинович Шабанбай, 1983년 8월 9일~)는 카자흐스탄의 레슬링 선수로 2012년 하계 올림픽에서 남자 자유형 슈퍼헤비급 동메달을 획득했다.

## 경력
파블로다르 출신이다. 13세 때 레슬링을 시작했고 2007년에 카자흐스탄 국가대표가 되었다.
2012년 8월 런던에서 열린 2012년 하계 올림픽에 참가했다. 첫 상대인 루마니아의 라레슈 킨토안을 상대로 승리했으나 다음 상대인 조지아의 다비트 모지마나슈빌리에게 패하여 패자부활전에 진출했다. 패자부활전에서는 멕시코의 헤세 루이스를 꺾었으며 동메달 결정전에서 러시아의 빌랼 마호프에게 패하여 5위에 올랐다. 
2019년 7월 2012년 런던 올림픽 금메달리스트인 아르투르 타이마조프와 은메달리스트인 모지마나슈빌리의 도핑 적발로 메달이 박탈되자 국제 올림픽 위원회와 국제 레슬링 연맹의 결정에 따라 함께 5위를 한 터블 들래그네브와 함께 동메달을 승계했다.
2020년 11월 카자흐스탄 선수권 대회에 참가했으나 해당 대회 도핑 검사에서 금지 약물인 미량의 카나비노이드가 검출되어 양성 판정을 받고 참가 자격을 박탈당했다.